# Christine O'Donnell
Pour les articles homonymes, voir O'Donnell.
Christine O'Donnell est une femme politique américaine née à Philadelphie le 27 août 1969.

## Biographie

### Carrière politique
Elle se présente à l'investiture du Parti républicain pour l'élection sénatoriale de 2006 au Delaware, mais finit à la troisième place ; elle totalisera tout de même 4 % des votes à l'élection de novembre en se présentant en « write-in candidate ».
En 2008, elle remporte, sans avoir d'adversaire, la primaire républicaine et est désignée comme candidate républicaine contre le sénateur sortant et candidat démocrate à la vice-présidence, Joe Biden. Elle est battue en remportant 35 % des suffrages contre 65 % pour Joe Biden.
Elle se présente à l'investiture républicaine pour l'élection sénatoriale de novembre 2010 au Delaware. Soutenue par le Tea Party et la National Rifle Association, elle bat Mike Castle lors de la primaire républicaine du 14 septembre 2010 et représente le parti républicain lors de l'élection. Au cours de sa campagne pour l'investiture, Christine O'Donnell bénéficie du soutien de Sarah Palin.
Jusqu'à son investiture par le Parti républicain, Christine O'Donnell s'était surtout fait connaître aux États-Unis comme militante de l'abstinence sexuelle.
Lors de la campagne, l'humoriste Bill Maher diffuse, lors de son talk-show Real Time with Bill Maher, l'extrait d'un épisode de sa précédente émission Politically Incorrect, diffusé le 29 octobre 1999, dans lequel Christine O'Donnell expliquait avoir pratiqué la sorcellerie pendant sa jeunesse. Face à l'ampleur de la reprise de l'information dans les médias nationaux, elle réplique avec une campagne télévisée dans laquelle elle déclare « I'm not a witch, I'm nothing you've heard, I'm you », soit « Je ne suis pas une sorcière, je ne suis pas ce que l'on raconte sur moi, je suis comme vous ». Cette campagne, et la phrase « I'm not a witch », font l'objet de nombreuses parodies.
Lors de l'élection de novembre 2010, elle perd largement face au candidat démocrate Christopher Coons (40 % contre 56,6 %). O'Donnell accuse le Parti républicain, et en particulier Karl Rove, de ne pas l'avoir soutenue.
Lors des primaires républicaines pour l'investiture à l'élection présidentielle de 2012, elle apporte son soutien à Mitt Romney.

## Sources
1. ↑  « Primaire du Delaware : nouvelle victoire d'une candidate ultraconservatrice », lemonde.fr (avec AFP et Reuters), 15 septembre 2010.
2. ↑  « Le Tea Party gonfle les républicains », Libération, 16 septembre 2010.
3. ↑  (en) Site officiel de l'État
4. ↑  (en) « O’Donnell: GOP didn’t support me due to “bruised egos” », MSNBC, 5 novembre 2010.
5. ↑  (en) Tea-party favorite O'Donnell endorses Romney, USA Today, 13 décembre 2011.